# سوآمانونگا
سوآمانونگا (به لاتین: Soamanonga) یک منطقهٔ مسکونی در ماداگاسکار است که در بخش بتیوکی-آتسیمو واقع شده‌است. سوآمانونگا ۹٬۰۰۰ نفر جمعیت دارد و ۴۴۳ متر بالاتر از سطح دریا واقع شده‌است.